# Entre el Amor y los Halagos
«Entre el Amor y los Halagos» (рус. Между любовью и лестью) — третий сингл со второго сольного студийного альбома Рики Мартина «Me Amarás». Он был выпущен 4 января 1994 г.
Песня достигла пика на двенадцатой позиции в Hot Latin Songs в США.

## Форматы и трек-листы
Latin America promotional CD single
1. «Entre el Amor y los Halagos» — 4:17

## Чарты
| Чарт(1994)                   | Наивысшая позиция |
| ---------------------------- | ----------------- |
| US Billboard Hot Latin Songs | 12                |